# MODO
MODO — програма тривимірного моделювання і рендеринга, розроблена Luxology, LLC. Станом на 2014 рік у власності The Foundry, яка продовжує розвивати продукт.

## Історія

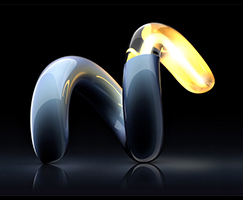
Логотип MODO зроблений у власному програмному середовищі

MODO створений групою інженерів, які раніше працювали над LightWave 3D. Унаслідок незгоди з концепцією розвитку програми, фахівці пішли з NewTek і заснували власну компанію. У 2004 році, через три роки після початку розробки, на Siggraph була представлена перша версія MODO.

## Проєкти, в яких використовувався modo
Цей програмний продукт має популярність серед CG художників і дизайнерів, які працюють у сфері реклами, дизайну пакування, розробки відеоігор і спецефектів для відеофільмів, архітектурної візуалізації. MODO використовувався в таких проєктах, як: Rage, Avatar, Iron Man (game).